# 伍爾西 (阿肯色州)
伍爾西（英語：Woolsey）是位於美國阿肯色州華盛頓縣的一個非建制地區。該地的面積和人口皆未知。

## 地理
伍爾西的座標為35°53′07″N 94°10′07″W / 35.88528°N 94.16861°W，而該地的平均海拔高度為415米（即1362英尺）。